# 273 (عدد)
273 هو عدد صحيح طبيعي بين 272 و274

## في الرياضيات

### خصائص
- 273 عدد فردي
- 273 عدد ناقص
- 273 عدد مضلعي (92 أضلاع-...)